# Free'sm
Free'sm é o sexto EP (oitavo no geral) do grupo feminino sul-coreano, CLC.Foi lançado em 3 de agosto de 2017, pela Cube Entertainment e distribuído pela CJ E&M Music. O EP é composto por seis músicas. "Where are You?" foi lançada como faixa-título e foi apresentada em sua primeira semana de promoções, seguido por "Summer Kiss" em vários programas musicais sul-coreanos, incluindo Music Bank e Inkigayo.
O EP estreou em 10º lugar no Gaon Album Chart.

## Antecedentes e lançamento
Em 24 de julho de 2017, o primeiro vídeo teaser foi lançado com o trainee da Cube Entertainment e ex-participante do Produce 101 Season 2, Yoo Seonho. O clipe mostra Seonho em um quarto procurando e encontrando uma fita VHS antiga rotulada "1982.3.8" com o instrumental de "Where are You?" como música de fundo. Dois dias depois, o segundo e último teaser do videoclipe foi lançado. O clipe mostra Seonho tocando a fita VHS encontrada. O grupo é assistido através de um aparelho de televisão de estilo retrô, a filmagem mostrada vem da sessão de fotos do álbum. Em 30 de julho, um vídeo com trechos de áudio foi lançado, mostrando uma prévia de cada música.
O EP foi lançado em 3 de agosto de 2017, através de vários portais de música, incluindo MelOn na Coreia do Sul e no iTunes para o mercado global.

## Promoções

### Singles
"Where are You?" foi lançada como faixa-título em conjunto com o lançamento do EP em 3 de agosto. Um teaser do videoclipe foi lançado em 1 de agosto, com o videoclipe completo sendo lançado em 3 de agosto. A música foi usada para promover o EP em programas de música por duas semanas, começando no M Countdown em 3 de agosto e terminando no Inkigayo em 13 de agosto.
As apresentações de "Summer Kiss" seguiu as promoções de "Where Are You?" por mais quinze dias, começando no Show Champion em 16 de agosto. Um vídeo com a coreografia foi lançado em 20 de agosto. O grupo encerrou as promoções em 27 de agosto no Inkigayo, após duas semanas de promoções.
O grupo começou a se apresentar com "I Like It" em eventos a partir de 29 de setembro. Um vídeo de performance foi lançado em 26 de outubro.

## Performances ao vivo
O grupo realizou sua primeira apresentação de retorno no M Countdown em 3 de agosto de 2017, apresentando a faixa título "Where are You?". Elas continuaram a se apresentar no Music Bank em 4 de agosto, Show! Music Core em 5 de agosto e no Inkigayo em 6 de agosto. A partir de 16 de agosto, o CLC começou a performar a música "Summer Kiss" uma semana antes do planejado, diminuindo assim as promoções de "Where Are You?" por uma semana e alongando as promoções de "Summer Kiss" por uma semana. Muitos fãs concluíram que isso se devia a uma demanda por uma música mais adequada para a temporada de verão.

## Desempenho comercial
Free'sm estreou em 10º lugar no Gaon Album Chart, na edição de 30 de julho a 5 de agosto de 2017. O EP ficou em 41º lugar no gráfico do mês de agosto de 2017, com 4.355 cópias físicas vendidas.

## Lista de músicas
| Download digital |                                         |                                     |                                                |                                    |         |  |
| N.º              | Título                                  | Letras                              | Música                                         | Arranjo                            | Duração |  |
| 1.               | "Where are You?" (어디야?; eodiya?)     | Armadillo                           | Armadillo                                      | Armadillo Dani Gu Seongcheol       | 3:40    |  |
| 2.               | "Bae"                                   | Big Sancho Park Haeil Jang Yeeun    | Big Sancho Park Haeil                          | Big Sancho Park Haeil              | 3:33    |  |
| 3.               | "I Like It" (즐겨; jeulgyeo)            | Seo Jaewoo Big Sancho Jang Yeeun    | Seo Jaewoo Big Sancho Nick Holiday Nikki Paige | Seo Jaewoo Big Sancho Nick Holiday | 3:32    |  |
| 4.               | "Call My Name"                          | Shin Agnes (MonoTree)               | Chu Daegwan (MonoTree) Nopari                  | Nopari                             | 3:04    |  |
| 5.               | "Summer Kiss"                           | Sweetch Jerry.L                     | Sweetch Jerry.L                                | Sweetch Torry K                    | 3:27    |  |
| 6.               | "Hold Your Hand" (잡아줄게; jab-ajulge) | Son Youngjin Kang Dongha Jang Yeeun | Son Youngjin Kang Dongha                       | Son Youngjin Kang Dongha           | 4:00    |  |
| Duração total:   | Duração total:                          | Duração total:                      | Duração total:                                 | Duração total:                     | 21:16   |  |

## Paradas musicais
| Parada (2017)                    | Posição |
| -------------------------------- | ------- |
| Coreia do Sul (Gaon Album Chart) | 10      |